# Две тысячи карбованцев
Две ты́сячи карбо́ванцев (2 000 карбованцев) — номинал украинских денежных знаков в 2 000 купоно-карбованцев в 1993—1996 годах.

## История
Украинские банкноты с таким номиналом появились в обращении в период гиперинфляции.
На территории Украины имели хождение банкноты номиналом в 2 000 купоно-карбованцев только одного типа — серия 1993 года.
Эти банкноты введены в обращение 5 марта 1993 года, выведены из обращения 17 сентября 1996 года.

## Характеристики банкноты
| Банкноты 2000 карбованцев | Банкноты 2000 карбованцев | Банкноты 2000 карбованцев | Банкноты 2000 карбованцев | Банкноты 2000 карбованцев                                                                     | Банкноты 2000 карбованцев                                                  | Банкноты 2000 карбованцев | Банкноты 2000 карбованцев | Банкноты 2000 карбованцев |
| Изображение               | Изображение               | Размер (мм)               | Цвет                      | Аверс                                                                                         | Реверс                                                                     | Ввод в обращение          | Вывод из обращения        |                           |
| ------------------------- | ------------------------- | ------------------------- | ------------------------- | --------------------------------------------------------------------------------------------- | -------------------------------------------------------------------------- | ------------------------- | ------------------------- | ------------------------- |
|                           |                           | 105×53                    | Сине-зелёный              | Номинал, фрагмент памятника основателям Киева — братьям Кию, Щеку, Хорыву, и их сестре Лыбидь | Изображение Софиевского собора в Киеве, Малый Государственный герб Украины | 5 марта 1993              | 17 сентября 1996          |                           |